# Camicos
Camicos (Κᾰμῑκός, en grec ancien; Camīcus en latin est une cité antique de Sicile.

## Histoire
Selon Hérodote et Diodore de Sicile, l'architecte grec Dédale aurait fui la colère du roi Minos en trouvant refuge chez le roi des Sicanes, Cocalos à Camicos, près d'Agrigente. Le roi lui fait bâtir un nouveau palais au sommet d'un rocher. Minos l'y poursuivit et y aurait été assassiné dans un bain chaud par les filles de Cocalos. Assiégée par les Crétois durant 5 ans, Camicos serait restée invaincue.
Perdant son importance dès le VIe siècle av. J.-C., la forteresse tombe avec la chute d'Agrigente lors de la première guerre punique puis sous la domination romaine.

## Localisation
Les recherches archéologiques identifient le plus souvent Camicos au site protohistorique de Sant'Angelo Muxaro, où ont été découvertes des tombes à tholos, peut-être du VIIIe siècle. Certains auteurs identifient Camicos sur le Monte San Calogero (près de Sciacca) ou à Castellazzo di Palma (près de Licata). Auparavant, les hypothèses des historiens du XVIIe siècle et XVIIIe siècle ont placé la cité à Naro, au Castellaccio de Camastra, sur la colline d'Agrigente, à Siculiana, Cammarata, au Colle Platanella, sur le Monte della Giudecca près de Cattolica Eraclea, à Sutera, au Monte Cronio près de Sciacca, ou encore à Caltabellotta. 
Au XXe siècle, Giacomo Caputo puis Biagio Pace situent Camicos sur le territoire de Sant'Angelo Muxaro, localisation appuyée par les fouilles menées postérieurement par Paolo Orsi, puis confirmée après la Seconde Guerre mondiale par les travaux de Pietro Griffo, surintendant des biens culturels de la province d'Agrigente. 